# Opatov (metropolitana di Praga)
Opatov è una stazione della linea C della metropolitana di Praga.

## Storia
La stazione, con il nome originale di Družby, è stata attivata il 7 novembre 1980, come parte del prolungamento della linea C tra Kačerov e Kosmonautů.

## Strutture e impianti
La stazione è sotterranea ed è dotata di due binari, serviti da una banchina centrale.

## Servizi
La stazione è dotata di ascensori per le persone a mobilità ridotta.
- Biglietteria
- Servizi igienici

## Interscambi
- Fermata autobus (linee 122, 181, 182, 326, 327, 328, 331, 357, 363, 385, 397, 136, 154, 177 e 213)[2]